# علي بك بن شهصوار ذي القدر
علي بك بن شهصوار ذي القدر (بالتركية: Şehsüvaroğlu Ali Bey)‏‏ (ولدَ في 1515، البستان - توفي في 1522، مرعش) هو سياسي عثماني، تولى منصب أمير ذي القدرية.

## مناصبه
تولى المناصب التالية:
- أمير ذي القدرية (1515–1522)